# Амурский залив
Аму́рский зали́в — внутренний залив у северо-западного берега залива Петра Великого (Японское море). Длина около 65 километров, ширина от 9 до 20 километров, глубина до 50 метров.

## История
Вследствие самоизоляции Японии и закрытости Японского моря залив Петра Великого долго оставался неизвестным европейцам. В 1851 году в бухте Посьет зимовало французское китобойное судно. В 1852 году Франция направила к берегам юга Приморья фрегат «Каприсьёз» под командованием Гастона де Рокемореля. Он побывал в заливе. Тогда же Амурский залив был назван заливом Герэна. В 1854 году Франция выпустила географическую карту с этим названием.
В 1859 году берега Приморья обследовала русская экспедиция из 7 судов, которой руководил генерал-губернатор Восточной Сибири Николай Муравьёв-Амурский. Она переименовала ряд географических объектов, названных иностранцами, в том числе своё нынешнее название получил и Амурский залив.

## Гидрография
Амурский залив среди других акваторий Приморского края наиболее глубоко вдаётся в сушу и отличается значительной изрезанностью береговой линии. От открытого моря он отгорожен полуостровом Муравьёва-Амурского и протяжённой цепью островов архипелага Евгении. Вследствие относительно континентального климата, в заливе наблюдается наиболее раннее образование льда. Ледяной покров в заливе Угловом и бухте Новик появляется уже в конце ноября, а сходит только в конце марта — начале апреля. Тем не менее, уже в мае вода в этих заливах прогревается до +14 °C. Прочный припай, позволяющий безопасно передвигаться по льду, образуется в феврале и покрывает северную часть залива полностью. Максимальная граница распространения неподвижного льда обычно проходит восточнее линии мыс Песчаный — мыс Марковского (остров Попова).
Рельеф дна сравнительно ровный. От берегов вершины залива (в северной части) простираются обширные отмели. На юго-запад, в сторону выхода из залива глубины постепенно нарастают. К северу от линии мыс Песчаный — Вторая Речка средние глубины составляют 10—20 м. Напротив Владивостока и острова Русский глубины 15—30 м, напротив островов Попова и Рейнеке уже более 30 м. Максимальная глубина 50 м находится на входной линии залива между мысом Брюса и островом Рикорда.

## География
На восточном берегу залива расположен порт и город Владивосток и посёлок Трудовое, а также большая курортная зона с пансионатами, санаториями и детскими лагерями. На северном побережье расположены населённые пункты Угловое, Прохладное, Зима Южная, Де-Фриз, Тавричанка и Девятый Вал. На западном побережье — Береговое, Перевозная и Безверхово.
Залив считается более тёплым по сравнению с соседним Уссурийским заливом.

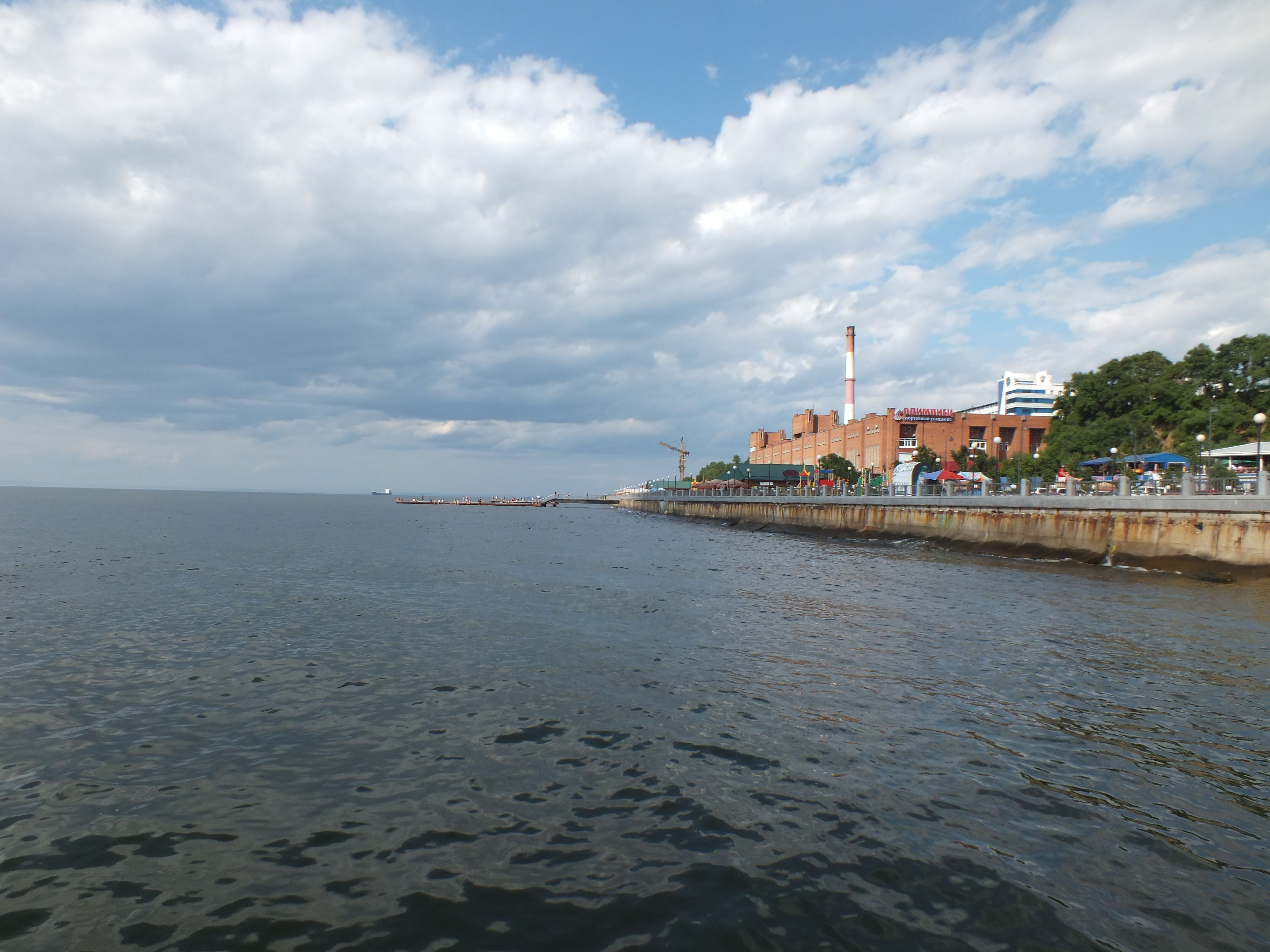
Набережная Амурского залива напротив Владивостокского океанариума
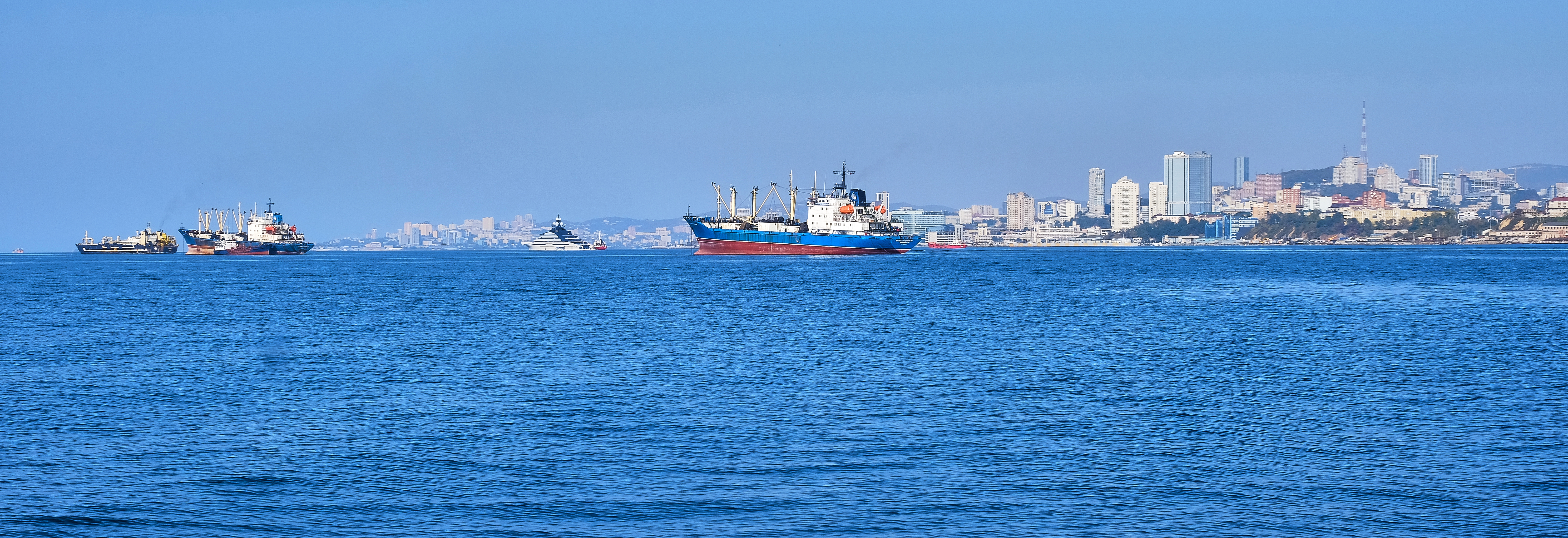
Вид из акватории пролива Босфор Восточный
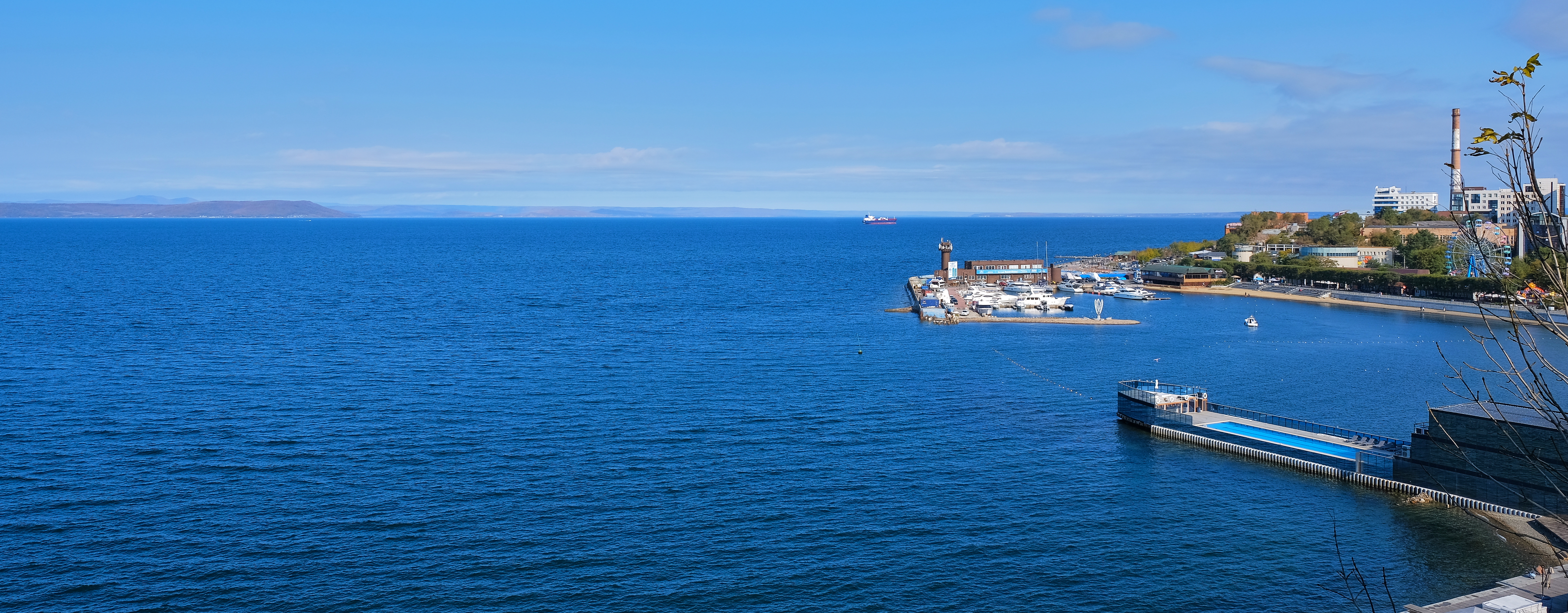
Вид на Спортивную гавань во Владивостоке
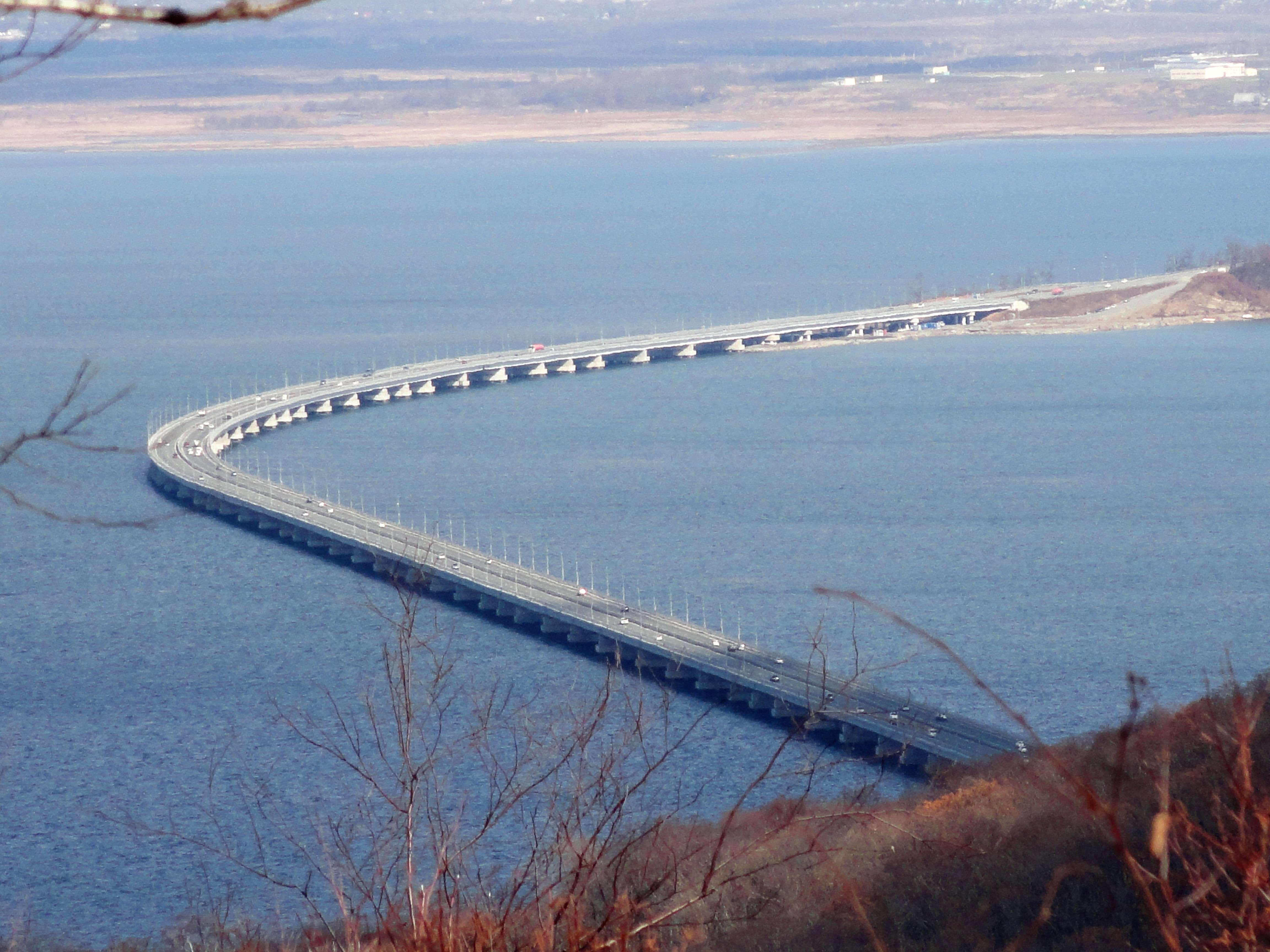
Мост через Амурский залив
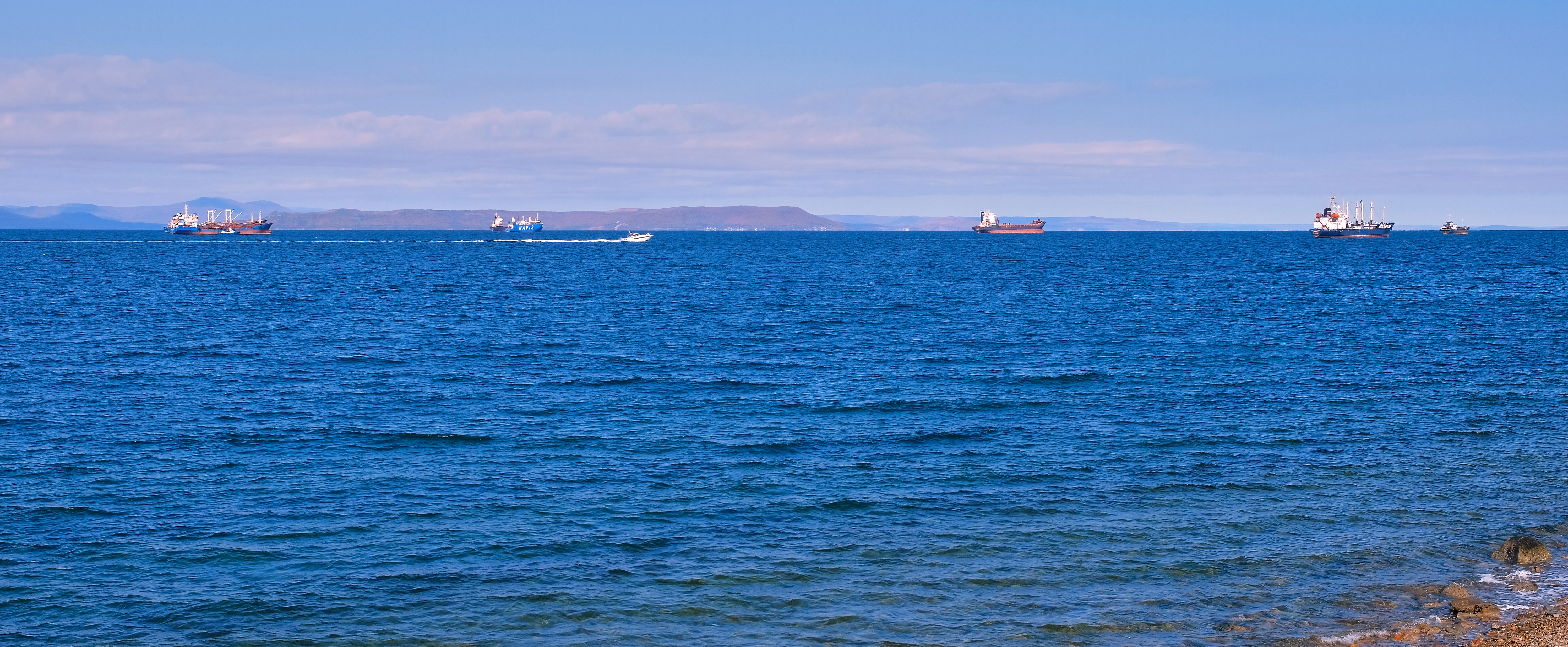
Вид с набережной Спортивной гавани
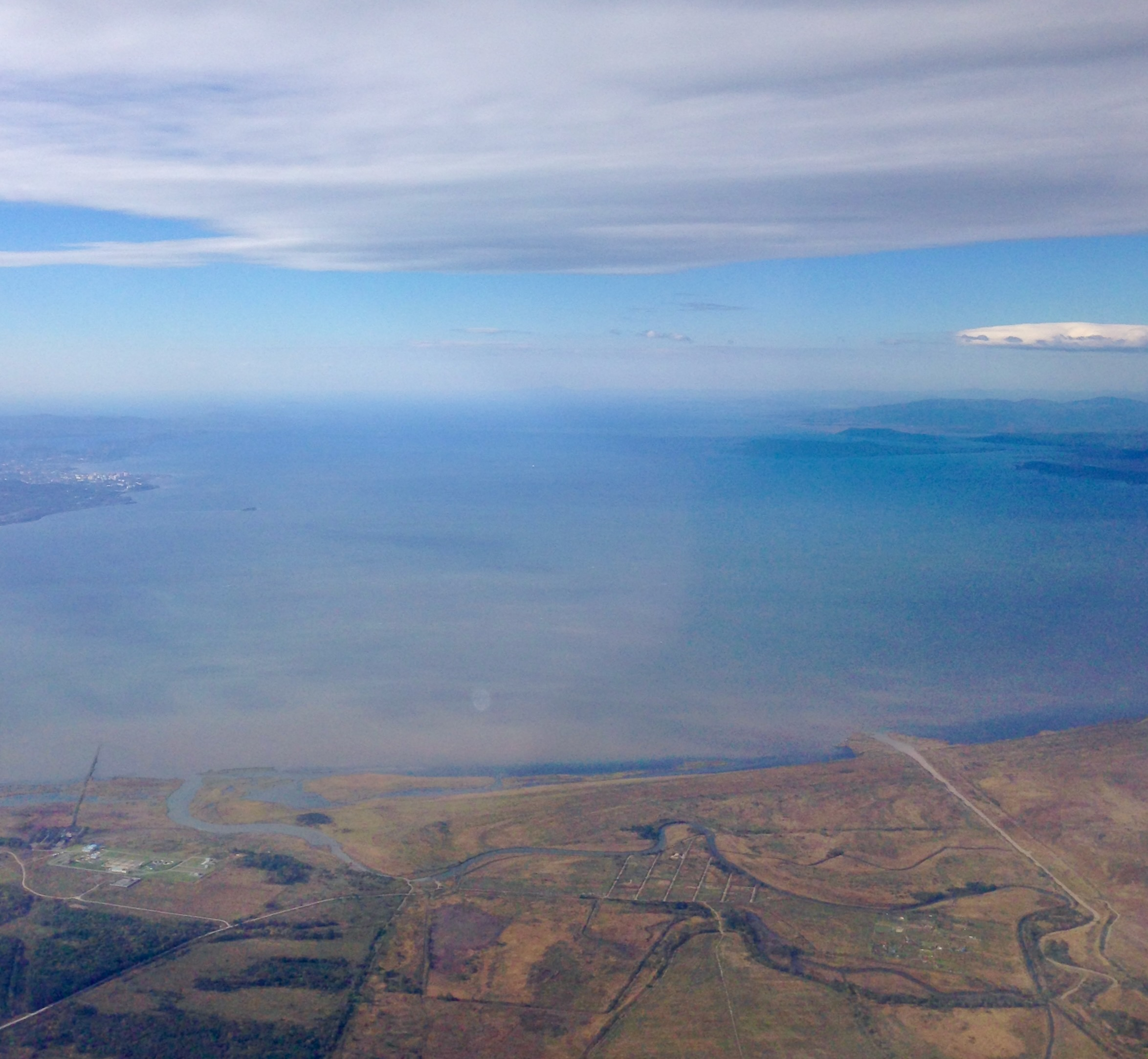
Вид с высоты